# Eisenstein (Wisconsin)
Eisenstein – miasto w Stanach Zjednoczonych, w stanie Wisconsin, w hrabstwie Price.